# Shibayama Yahachi
Pour les articles homonymes, voir Shibayama (homonymie).
Shibayama Yahachi est un nom japonais traditionnel ; le nom de famille (ou le nom d'école), Shibayama, précède donc le prénom (ou le nom d'artiste).
Le baron Shibayama Yahachi (柴山 矢八, Shibayama Yahachi, 13 juillet 1850-1er janvier 1927) est un vice-amiral de la Marine impériale japonaise considéré comme le « père des torpilles japonaises » en raison de son implication dans le développement de cette arme.

## Biographie
Né dans le domaine de Satsuma, Shibayama participe en tant que samouraï à la guerre anglo-Satsuma dans sa jeunesse. Bien qu'étant proche de Tōgō Heihachirō, il ne rejoint pas l'armée et ne participe pas à la guerre de Boshin contre le shogunat Tokugawa. Cependant, après la restauration de Meiji, et l'établissement du nouveau gouvernement de Meiji, il s'enrôle dans le programme de développement et de colonisation et est envoyé aux États-Unis pendant deux ans en 1872.
De retour au Japon, il intègre la nouvelle Marine impériale japonaise en tant que spécialiste de l'artillerie navale. Il combat durant la rébellion de Satsuma dans un bataillon d'artilleurs, et sert brièvement comme homme d'équipage de l'Asama et du Tsukuba (en). Il est chargé du développement des torpilles de 1879 à 1883 et est surnommé le « père des torpilles japonaises ».
Promu capitaine en 1885, Shibayama se rend aux États-Unis et en Europe en 1886 avec Saigō Tsugumichi, et à son retour est promu directeur par intérim du département d'armement du ministère de la Marine, malgré l'indignation et l'opposition de l'amiral Yamamoto Gonnohyōe. Peut-être pour cela, il reçoit le commandement de la corvette Tsukuba le 15 mai 1889 et est envoyé en mer pendant deux ans. Par la suite, il est affecté au commandement du Kaimon (en), du croiseur Takachiho (en), du district naval de Yokosuka, et de l'Académie navale impériale du Japon avant d'être nommé commandant en chef du district naval de Sasebo.
Shibayama est promu contre-amiral le 30 juillet 1894 au moment de la première guerre sino-japonaise. Il devient vice-amiral et commandant en chef de la flotte de préparation le 10 août 1897.
Il est commandant en chef du district naval de Kure à partir du 20 mai 1900 et jusqu'à la fin de la guerre russo-japonaise.
Après ce conflit, le 7 janvier 1905, il devient commandant en chef du nouveau district de garde de Ryojun. C'est à ce poste que ses compétences d'administrateur et d'ingénieur trouvent la meilleure application. Il s'implique dans le renflouage de la flotte russe du Pacifique coulée au fond du port de Port-Arthur, récupérant des navires de guerre gravement endommagés et les remettant en service dans la marine japonaise. Shibayama est promu amiral le 13 novembre 1905 et reçoit le titre de baron (danshaku) selon le système de noblesse kazoku le 21 septembre 1907.
Shibayama entre dans la réserve en 1915 et se retire complètement en 1920. Sa tombe se trouve au cimetière de Tama de Tokyo.

## Source de la traduction
- (en) Cet article est partiellement ou en totalité issu de l’article de Wikipédia en anglais intitulé « Shibayama Yahachi » (voir la liste des auteurs).